# Källinghagen
Källinghagen är ett naturreservat i Gammelgarns socken i Region Gotland på Gotland.
Området är naturskyddat sedan 2005 och är 11 hektar stort. Reservatet är beläget strax väster om Östergarnsberget består av  barrskog och öppna våtmarker som agmyren Majvät. 